# Sambach (Mühlhausen)
Sambach ist ein Ortsteil der Stadt Mühlhausen im Unstrut-Hainich-Kreis in Thüringen.

## Geografie
Der Ort liegt am nordwestlichen Stadtrand von Mühlhausen Richtung Küllstedt an der Landesstraße 1006. Die Gemarkung des Ortsteils liegt am Rande des Thüringer Beckens, die breite Unstrutniederung befindet sich südöstlich.

Speicher Sambach

Nördlich der Ortslage befindet sich mit dem Speicher Sambach ein Stausee.

## Geschichte

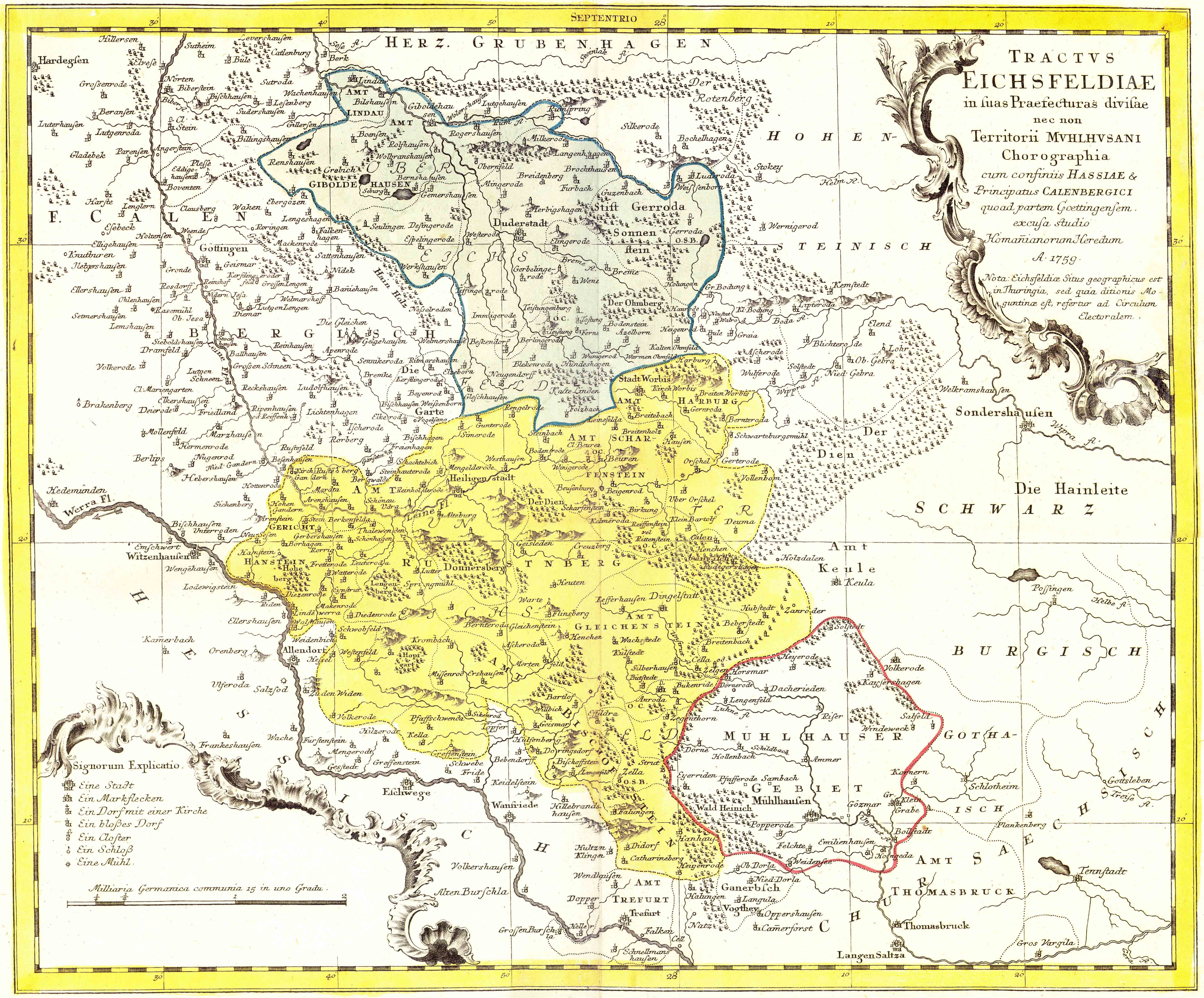
Das Eichsfeld und das Gebiet der Freien und Reichsstadt Mühlhausen mit Sambach um 1759 (Die Karte enthält einige Fehler: siehe Kartenbeschreibung auf Commons)

Das damals größere Einzelgehöft wurde am 20. November 1290 erstmals urkundlich registriert und im Urkundenbuch der ehemals freien Reichsstadt Mühlhausen Nr. 373 nachgewiesen. 1565 zählte man in Sambach 4 Mann Bevölkerung. 1603 wurde das Gut von der Stadt Mühlhausen gekauft. Der Ort gehörte somit zum Gebiet der Reichsstadt Mühlhausen. Im 17. und 18. Jahrhundert wurden Teile des Gutes mehrfach durch Krieg und Naturgewalten zerstört.
1802 fiel Sambach zusammen mit Mühlhausen an das Königreich Preußen, von 1807 bis 1813 an das von Napoleon geschaffene Königreich Westphalen (Kanton Mühlhausen) und wurde nach dem Wiener Kongress 1816 dem Landkreis Mühlhausen in der preußischen Provinz Sachsen zugeordnet.
1949 wurde es ein volkseigenes Gut. Jetzt betreibt der Inhaber ökologischen Landbau und Sozialtherapie.